# Diocesi di Pozzuoli

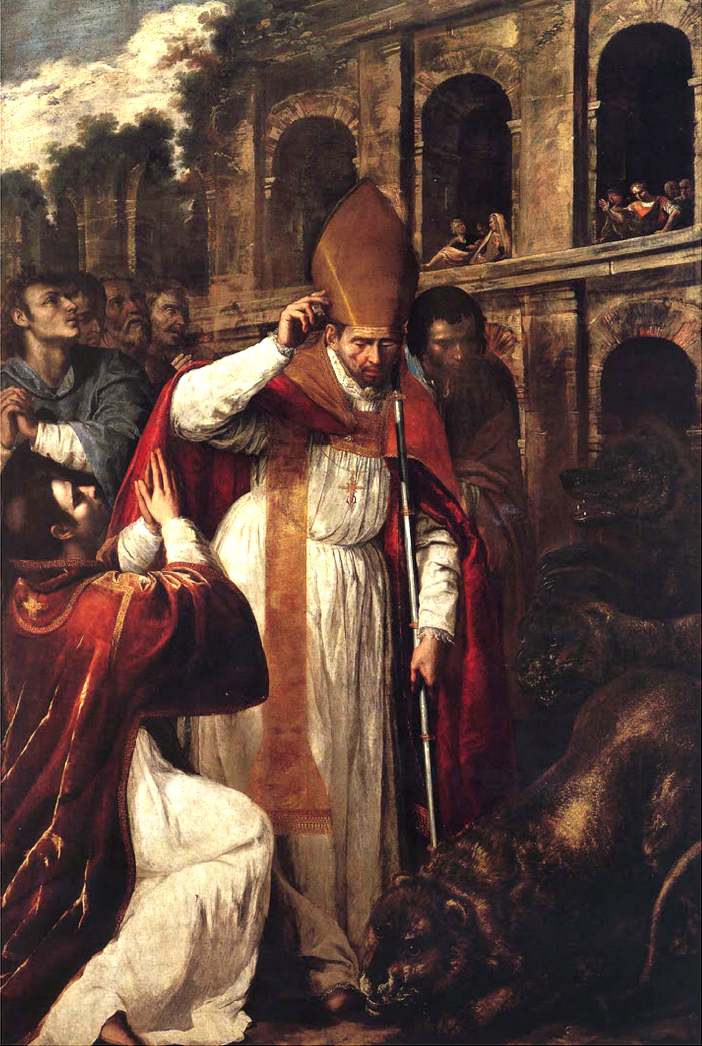
San Procolo (in basso a sinistra) e San Gennaro, patroni della diocesi di Pozzuoli, dipinti da Artemisia Gentileschi (San Gennaro nell'anfiteatro di Pozzuoli, cattedrale di Pozzuoli).

La diocesi di Pozzuoli (in latino Dioecesis Puteolana) è una sede della Chiesa cattolica in Italia suffraganea dell'arcidiocesi di Napoli appartenente alla regione ecclesiastica Campania. Nel 2023 contava 539.695 battezzati su 556.230 abitanti. È retta dal vescovo Carlo Villano.

## Territorio
La diocesi comprende la città di Pozzuoli, i comuni di Quarto, Bacoli e Monte di Procida, parte del comune di Marano di Napoli, e i quartieri della zona occidentale di Napoli (Fuorigrotta, Bagnoli, Pianura e Soccavo).
Sede vescovile è la città di Pozzuoli, dove si trovano la basilica cattedrale di San Procolo Martire e la concattedrale di San Paolo Apostolo.
Il territorio diocesano si estende su 105 km² ed è suddiviso in 69 parrocchie, raggruppate in 8 foranie: Bacoli-Monte di Procida, Bagnoli, Fuorigrotta, Quarto, Pianura, Pozzuoli 1, Pozzuoli 2, Soccavo.

## Storia
La prima notizia storicamente sicura dell'esistenza di una comunità cristiana a Pozzuoli risale agli Atti degli apostoli che nel descrivere le tappe del viaggio compiuto dall'apostolo Paolo da Cesarea di Palestina a Roma, si esprimono così:
Approdammo a Siracusa, dove rimanemmo tre giorni e di qui, costeggiando, giungemmo a Reggio. Il giorno seguente si levò lo scirocco e così l'indomani arrivammo a Pozzuoli. Qui trovammo alcuni fratelli, i quali ci invitarono a restare con loro una settimana. Partimmo quindi alla volta di Roma (Atti 28,13-14)
La venuta a Pozzuoli dell'apostolo Paolo in compagnia di Luca è databile, secondo la comune opinione degli studiosi, nella primavera dell'anno 61.
Se nella seconda metà del I secolo esisteva a Pozzuoli una comunità cristiana, si deve concludere che il cristianesimo vi giunse molto presto e che probabilmente furono ebrei convertiti a portarlo. Ai moli puteolani infatti facevano scalo non solo gli orientali che si recavano a Roma, ma tutte le navi provenienti dai porti del Mediterraneo e così i mercanti di ogni paese affluivano in città, prendevano dimora, si riunivano in corporazioni nazionali e importavano con le merci la loro religione. Anche gli ebrei avevano un loro quartiere commerciale, come attesta Giuseppe Flavio, il quale, sbarcato a Pozzuoli nell'anno 64 dopo uno scampato naufragio nel mare della Sirte, s'incontrò con i suoi connazionali i quali esercitavano il mestiere del prestito di danaro, dietro cauzione di mercanzie immagazzinate e destinate a Roma.
Secondo una tradizione che risalirebbe però alla fine del XVI secolo, il primo vescovo della città fu Patroba, menzionato da Paolo nella lettera ai Romani (16,14) e consacrato da san Pietro nel 42, ed il secondo fu Celso, venerato a Pozzuoli fin dalla prima metà dell'XI secolo. Questi due santi, però, a seguito degli studi compiuti da Angelo D'Ambrosio sotto il pontificato di papa Giovanni XXIII nell'ambito di un'ampia riforma del calendario delle feste liturgiche delle chiese locali, sono stati ritenuti dei santi immaginari, mai esistiti realmente, e quindi depennati durante la stesura del nuovo calendario.
Il primo vescovo storicamente attestato è invece l'usurpatore Fiorenzo, vescovo ariano vissuto all'epoca degli imperatori Graziano e Valentiniano II, condannato ed espulso dalla sua sede tra il 363 ed il 378. Un epitaffio, oggi scomparso, riporta la data della deposizione del vescovo Teodoro il 13 maggio 435. Segue il vescovo Giulio, che fu legato papale al concilio di Efeso del 449. Dopo Claudio, che forse tuttavia non apparteneva alla Chiesa puteolana, è noto il vescovo Aucupio, che prese parte al sinodo romano indetto da papa Simmaco nel 499 e probabilmente anche a quello celebrato da papa Gelasio I del 495, dove però i vescovi sono documentati senza la loro sede di appartenenza. Seguono Gemino, menzionato nell'epistolario di papa Pelagio I, un anonimo, citato nelle lettere di Gregorio Magno, e Gaudioso, che partecipò al concilio romano celebrato da papa Agatone nel 680 per condannare l'eresia monotelita.
La cronotassi episcopale di Pozzuoli riprende con il X secolo con il vescovo Stefano, a cui il suddiacono napoletano Pietro, suo contemporaneo, dedicò la Passione di Sant'Artema di Pozzuoli. Incerta e molto frammentaria è la serie dei vescovi successivi fino alla metà del XIII secolo. Alcuni privilegi concessi ai vescovi Donato e Mauro nella prima metà del XII secolo sembrano documentare la dipendenza di Pozzuoli dall'arcidiocesi di Capua, mentre sul finire del secolo essa appare tra le suffraganee dell'arcidiocesi di Napoli, metropolia a cui Pozzuoli rimarrà legata fino ad oggi.
Nel 1249 è documentata per la prima volta l'esistenza del capitolo dei canonici della cattedrale con il titolo di congregatio clericorum sanctae sedis putheolanae. Per eliminare l'intrusione dei laici nelle nomine dei vescovi, nel 1303 Giovanni Brito stabilì la norma che fossero solo i canonici della cattedrale ad eleggere il vescovo diocesano.
Tra XV e XVI secolo diversi ordini e congregazioni religiose fondarono le loro residenze a Pozzuoli. Tra questi si ricordano i minori osservanti nel 1472, i carmelitani nel 1475, i domenicani nel 1509 e i cappuccini nel 1574. Anche la vita laicale si organizzò con la nascita e la diffusione delle confraternite; la prima di cui si ha conoscenza è quella del Santissimo Corpo di Cristo istituita nel 1540.
Al vescovo Leonardo Vairo (1587-1603) si deve la prima attuazione dei decreti di riforma del concilio di Trento: «Egli diede inizio alla serie delle visite pastorali e dei sinodi e istituì il seminario (31 maggio 1587). Inoltre promosse il decoro del culto, il miglioramento intellettuale e morale del clero e l'istruzione religiosa dei fanciulli e degli adulti.»
Alla morte del Vairo e fino al 1732, la diocesi puteolana fu governata da 14 vescovi per lo più anziani o ammalati, che poco fecero per rinnovare la vita della diocesi, impegno al quale invece si dedicarono con costanza i vescovi Niccolò de Rosa (1733-1774), Gerolamo Landolfi (1775-1789) e Carlo Maria Rosini (1797-1836). A Raffaele Purpo (1843-1876) si deve l'istituzione delle "Società operaie di mutuo soccorso", mentre Giuseppe Petrone (1921-1933) organizzò l'associazionismo cattolico nell'Azione Cattolica.
Una controversia sorta nel dopoguerra tra i vescovi di Pozzuoli e di Aversa circa i confini delle loro diocesi, fu risolta dalla Santa Sede nel 1957, con la decisione di far coincidere i confini delle due sedi con quelli dei comuni di Pozzuoli e di Giugliano in Campania.
Dal 1958 al 1966 la sede di Pozzuoli fu unita in persona episcopi all'arcidiocesi di Napoli; l'unione con Napoli fu preceduta e seguita da due lunghi periodi di sede vacante per un totale di sedici anni.
L'8 luglio 1961 papa Giovanni XXIII, con la bolla Cognitum est omnibus, concesse al cardinale Alfonso Castaldo e ai suoi successori l'uso del pallio nel territorio della diocesi puteolana, in quanto di fondazione apostolica. Il privilegio del pallio terminò alla fine del mandato di ordinario del vescovo Salvatore Sorrentino, come stabilito dal motu proprio Inter eximia promulgato da papa Paolo VI nel 1978.
Su richiesta dell'amministratore apostolico Salvatore Sorrentino, la Congregazione dei riti, con decreto del 1º dicembre 1967, confermò san Gennaro e san Procolo patroni principali della diocesi, a cui aggiunse come patroni secondari san Paolo e sant'Artema.
Il 12 novembre 1990 la diocesi ha ricevuto la visita pastorale di papa Giovanni Paolo II.
I vescovi Salvatore Sorrentino e Silvio Padoin diedero avvio alla nascita e all'istituzione del museo diocesano d'arte sacra, ospitato negli ambienti del seminario diocesano, chiuso nel 1970. Il 20 maggio 2016 è stata inaugurata la nuova sede museale nel palazzo vescovile del rione Terra.
Il 7 giugno 2003 è stato indetto l'VIII sinodo diocesano, il primo dopo il concilio Vaticano II, chiusosi con la pubblicazione del Libro del Sinodo il 25 gennaio 2007.
Dal 22 maggio 2021 è unita in persona episcopi alla diocesi di Ischia.

## La cattedrale
Sorse tra il V e il VI secolo sul sito dell'antico tempio di Giove, eretto da Lucio Calpurnio in onore di Cesare Ottaviano Augusto: l'antico edificio venne fatto restaurare dal vescovo Martín de León Cárdenas (1631-1650) e venne dedicato ai santi Gennaro, vescovo di Benevento, e Procolo, suo diacono, che subirono il martirio a Pozzuoli sotto l'impero di Diocleziano. La costruzione è stata irrimediabilmente danneggiata da un incendio nel 1964: la cattedra episcopale allora fu trasferita nella chiesa del Carmine che assunse il ruolo di procattedrale. L'11 maggio 2014 la basilica cattedrale è stata solennemente riaperta al culto.

## Cronotassi dei vescovi
Si omettono i periodi di sede vacante non superiori ai 2 anni o non storicamente accertati.
- San Patroba ? †
- San Celso ? †
- San Giovanni ? †
- Massimo ? †[11]
  - Fiorenzo † (prima del 363 - dopo il 378) (vescovo ariano)[12]
- Teodoro † (? - 13 maggio 435 deceduto)[13]
- Giulio † (prima del 448 ? - dopo il 449)[14][15]
- Claudio ? † (menzionato nel 465)[16]
- Aucupio † (prima del 495 ? - dopo il 499)[17]
- Gemino † (documentato tra settembre 558 e febbraio 559)[18]
- Anonimo † (menzionato nel 600)[19]
- Zosimo ? †[20]
- Gaudioso † (menzionato nel 680)
- Stefano † (circa 928 - 936)[21]
- Leone † (? - circa 1059 ritirato)[22]
- Mauro † (menzionato nel 1105)[23]
- Donato † (prima del 1119 - dopo il 1121)
- Giovanni II † (menzionato nel 1153)
- Anonimo † (menzionato nel 1187 e 1188)[24]
- Anonimo † (menzionato nel 1193)[24]
- Giovanni III † (prima del 1197 - dopo il 1209)[24]
- Anonimo † (menzionato nel 1215)[24]
- Riccardo † (menzionato nel 1237)[24]
- Matteo † (prima di agosto 1265 - dopo marzo 1273)[24]
- Angelo I † (documentato dal 1275 al 1279)
- Francesco I † (menzionato nel 1282)
- Angelo II † (prima del 1284 - dopo il 1295)
- Giovanni Brito † (1298 - 1304)
- Francesco II † (menzionato nel 1304)
- Niccolò Scondito † (? - settembre 1308 deceduto)
- Giovanni IV † (menzionato nel 1309)
- Guglielmo da Sallone, O.F.M. † (circa 1317 - 1º giugno 1324 nominato vescovo di Aversa)
- Paolino, O.F.M. † (20 giugno 1324 - 1344 deceduto)
- Landolfo Capece-Latro † (5 luglio 1344 - ? deceduto)
- Ludovico di Casale † (17 ottobre 1373 - circa 1380 nominato antivescovo di Ravenna)
- Francesco III † (menzionato nel 1380)
  - Pietro Albertini † (15 giugno 1380 - 1385 nominato vescovo di Penne) (antivescovo)
  - Pietro † (23 dicembre 1385 - ?) (antivescovo)
- Niccolò II † (? - 1390)
- Francesco IV † (1391 - ?)
- Filippo † (18 settembre 1395 - 20 novembre 1398 nominato vescovo dei Marsi)
- Ludovico II † (9 maggio 1399 - 1401 deceduto)
- Simone Lopa † (26 marzo 1401 - 1401 deceduto)
- Tommaso Torelli † (13 ottobre 1401 - 1405 deceduto)
- Tommaso Brancaccio † (1405 - 30 luglio 1405 nominato vescovo di Tricarico) (vescovo eletto)
- Lorenzo de Gilotto † (29 settembre 1405 - 1434 deceduto)
- Matteo Custia † (9 aprile 1434 - 1434 deceduto)
- Lorenzo da Napoli, O.F.M. † (18 febbraio 1435 - 29 marzo 1447 nominato vescovo di Tricarico)
  - Ludovico de Costanzo † (31 maggio 1447 - 1447) (amministratore apostolico)
- Angelo de Costanzo † (menzionato nel 1447)
- Lorenzo III † (menzionato nel 1465)
- Tommaso Carafa † (29 gennaio 1470 - 13 agosto 1473 nominato vescovo di Trivento)
- Pirro de Azzia † (8 ottobre 1473 - 1493 deceduto)
  - Giacomo Orsini † (1º dicembre 1493 - ? deceduto) (vescovo eletto)
- Antonio Giaconi † (19 marzo 1494 - 1514 deceduto)
  - Bernardo Dovizi da Bibbiena (1514 - 1514) (amministratore apostolico)
- Simeone de' Vernacoli † (6 luglio 1515 - 1537 deceduto)
- Carlo Borromeo † (6 luglio 1537 - 1540 deceduto)
- Bernardino Castellari † (17 agosto 1540 - 1542 dimesso)[25]
- Gian Matteo Castaldo, O.S.B.Oliv. † (1º marzo 1542 - 1586 deceduto)
- Leonardo Vairo, O.S.B. † (7 gennaio 1587 - 4 gennaio 1603 deceduto)
- Jerónimo Bernardo de Quirós, O. Praem. † (18 agosto 1604 - 31 agosto 1615 deceduto)
- Lorenzo Mongiò di Galatina, O.F.M. † (20 novembre 1617 - 11 febbraio 1630 deceduto)
- Martín de León Cárdenas, O.E.S.A. † (7 aprile 1631 - 27 agosto 1650 nominato arcivescovo di Palermo)
  - Sede vacante (1650-1653)
- Giovanni Battista Visco, O.F.M. † (6 ottobre 1653 - 1663 deceduto)
- Benito Sánchez de Herrera † (24 marzo 1664 - 14 giugno 1674 deceduto)
- Carlo della Palma, C.R. † (27 maggio 1675 - 1682 deceduto)
- Diego Ibáñez de la Madrid y Bustamante † (2 ottobre 1684 - 9 giugno 1687 nominato vescovo di Ceuta)
- Domenico Maria Marchesi, O.P. † (31 maggio 1688 - maggio 1692 deceduto)
- José Sanz de Villaragut, O.F.M. † (2 gennaio 1693 - 18 giugno 1696 nominato vescovo di Cefalù)
- Carlo Cuzzolini † (25 febbraio 1697 - agosto 1698 deceduto)
- Giuseppe Falces, O.F.M. † (11 aprile 1699 - novembre 1703 deceduto)
- Michele Petirro † (14 dicembre 1705 - 24 aprile 1709 deceduto)
  - Sede vacante (1709-1713)
- Pietro Cavalcante, C.R. † (22 maggio 1713 - 31 luglio 1723 deceduto)
- Tommaso Angelo Passante, Sch.P. † (29 gennaio 1725 - novembre 1732 deceduto)
- Niccolò de Rosa † (2 dicembre 1733 - gennaio 1774 deceduto)
- Gerolamo Landolfi † (29 maggio 1775 - 21 novembre 1789 deceduto)
  - Sede vacante (1789-1792)
- Gaetano Maria Capece, C.R. † (27 febbraio 1792 - giugno 1794 deceduto)
  - Sede vacante (1794-1797)
- Carlo Maria Rosini † (18 dicembre 1797 - 18 febbraio 1836 deceduto)
- Pietro Ignazio Marolda, C.SS.R. † (19 maggio 1837 - 15 marzo 1842 deceduto)
- Raffaele Purpo † (3 aprile 1843 - 23 dicembre 1876 deceduto)
- Gennaro De Vivo (23 dicembre 1876 succeduto - 15 febbraio 1893 deceduto)
- Michele Zezza † (12 giugno 1893 - 3 luglio 1919 nominato arcivescovo coadiutore di Napoli[26])
  - Sede vacante (1919-1921)[27]
- Giuseppe Petrone † (23 settembre 1921 - 23 marzo 1933 deceduto)
- Alfonso Castaldo † (27 marzo 1934 - 14 gennaio 1950 nominato arcivescovo coadiutore di Napoli[28])
  - Sede vacante (1950-1958)[29]
- Alfonso Castaldo † (5 agosto 1958 - 3 marzo 1966 deceduto) (per la seconda volta)
  - Sede vacante (1966-1974)[30]
- Salvatore Sorrentino † (21 febbraio 1974 - 8 maggio 1993 ritirato)
- Silvio Padoin † (8 maggio 1993 - 2 settembre 2005 ritirato)
- Gennaro Pascarella (2 settembre 2005 succeduto - 20 giugno 2023 ritirato)
- Carlo Villano, dal 20 giugno 2023

## Statistiche
La diocesi nel 2023 su una popolazione di 556.230 persone contava 539.695 battezzati, corrispondenti al 97,0% del totale.
| anno | popolazione | popolazione | popolazione | presbiteri | presbiteri | presbiteri | presbiteri                | diaconi | religiosi | religiosi | parrocchie |
| anno | battezzati  | totale      | %           | numero     | secolari   | regolari   | battezzati per presbitero | diaconi | uomini    | donne     | parrocchie |
| ---- | ----------- | ----------- | ----------- | ---------- | ---------- | ---------- | ------------------------- | ------- | --------- | --------- | ---------- |
| 1950 | 146.526     | 147.808     | 99,1        | 92         | 69         | 23         | 1.592                     |         | 32        | 95        | 40         |
| 1970 | 421.050     | 427.730     | 98,4        | 131        | 84         | 47         | 3.214                     |         | 58        | 280       | 46         |
| 1980 | 480.030     | 490.985     | 97,8        | 111        | 59         | 52         | 4.324                     | 1       | 56        | 235       | 51         |
| 1990 | 438.670     | 447.150     | 98,1        | 114        | 61         | 53         | 3.847                     | 5       | 56        | 240       | 67         |
| 1999 | 499.500     | 508.500     | 98,2        | 131        | 82         | 49         | 3.812                     | 12      | 50        | 189       | 67         |
| 2000 | 499.500     | 508.500     | 98,2        | 135        | 86         | 49         | 3.700                     | 12      | 50        | 192       | 67         |
| 2001 | 501.000     | 510.000     | 98,2        | 143        | 91         | 52         | 3.503                     | 18      | 53        | 195       | 67         |
| 2002 | 499.500     | 508.500     | 98,2        | 139        | 90         | 49         | 3.593                     | 19      | 50        | 168       | 67         |
| 2003 | 502.650     | 511.850     | 98,2        | 160        | 105        | 55         | 3.141                     | 21      | 56        | 146       | 68         |
| 2004 | 502.700     | 510.720     | 98,4        | 146        | 96         | 50         | 3.443                     | 21      | 51        | 150       | 68         |
| 2013 | 527.490     | 535.817     | 98,4        | 139        | 93         | 46         | 3.794                     | 32      | 53        | 184       | 69         |
| 2016 | 519.000     | 534.780     | 97,0        | 126        | 85         | 41         | 4.119                     | 43      | 50        | 184       | 69         |
| 2019 | 539.950     | 556.280     | 97,1        | 139        | 89         | 50         | 3.884                     | 40      | 66        | 124       | 69         |
| 2021 | 534.946     | 552.150     | 96,9        | 133        | 87         | 46         | 4.022                     | 40      | 59        | 131       | 69         |
| 2023 | 539.695     | 556.230     | 97,0        | 131        | 86         | 45         | 4.119                     | 39      | 68        | 116       | 69         |